# Zofia (1415–1453)
Zofia (ur. przed 1415, zm. po 17 marca 1453 w Bardo) – żona Wilhelma, księcia meklemburskiego na Orlach (Werle), córka Warcisława VIII, księcia bardowskiego i rugijskiego oraz Agnieszki.

## Spór o oprawę wdowią
Zofia była najmłodszym dzieckiem księcia Warcisława VIII i Agnieszki. Niewiele danych pochodzi o jej życiu z okresu małżeństwa od przełomu 1426/1427 do 1436. Wiadomo jednak, że w latach 1436–1453, wraz z córką Katarzyną przebywała na Pomorzu Przednim w Bardo. Okres ten poświęciła na walkę do praw majątku wdowiego, z książętami meklemburskimi, którzy za opuszczenie przez nią ziem, gwarantowali wypłacenie sumy 5 tysięcy grzywien lubeckich. 
Oprawa wdowia, należna była po śmierci jej męża Wilhelma, księcia sławijskiego (Wenden), pana na Güstrowie, Waren i Werle. Z uwagi na pretensje dynastów meklemburskich do ziem po Wilhelmie, toczył się wieloletni spór, który zakończył się wstępnie w 1441. Wówczas Katarzynie i Barnimowi VIII (Młodszemu), który obejmował nadzór kuratorski nad siostrzenicą, wypłacono 20 tysięcy reńskich guldenów. Córka Zofii, pod zastaw tej sumy otrzymała m.in. wójtostwo w Bardo i ziemię Zingst. 
Zofię spłacono całkowicie dopiero po zawarciu 18 stycznia 1453 układu w Dammgarten, który kończył wojnę pomiędzy Warcisławem IX a książętami meklemburskimi o ziemię przejętą przez księcia pomorskiego, po śmierci Barnima VIII.

## Rodzina
Zofia została wydana za mąż, za Wilhelma, syna Wawrzyńca, pana na Güstrowie i Matyldy Werle–Goldberg. Ze związku małżeńskiego pochodziła jedynie córka, tj.
- Katarzyna (ur. po 1426–1427, zm. w okr. 21 lipca 1475–13 stycznia 1480) – żona Ulryka II, księcia meklemburskiego na Stargardzie[4].

### Genealogia
| Warcisław VI (Jednooki) ur. 1346 zm. 13 VI 1394 | Warcisław VI (Jednooki) ur. 1346 zm. 13 VI 1394 |                                                     |                                                     | Anna ur. najwcz. 1347 zm. po 14 III 1399 | Anna ur. najwcz. 1347 zm. po 14 III 1399 |  |  | NN ur. ? zm. ? | NN ur. ? zm. ? |                          |                          | NN ur. ? zm. ? | NN ur. ? zm. ? |
|                                                 |                                                 |                                                     |                                                     |                                          |                                          |  |  |                |                |                          |                          |                |                |
|                                                 |                                                 |                                                     |                                                     |                                          |                                          |  |  |                |                |                          |                          |                |                |
|                                                 |                                                 | Warcisław VIII ur. 1373 zm. 20, 22 lub 23 VIII 1415 | Warcisław VIII ur. 1373 zm. 20, 22 lub 23 VIII 1415 |                                          |                                          |  |  |                |                | Agnieszka ur. ? zm. 1435 | Agnieszka ur. ? zm. 1435 |                |                |
|                                                 |                                                 |                                                     |                                                     |                                          |                                          |  |  |                |                |                          |                          |                |                |
|                                                 |                                                 |                                                     |                                                     |                                          |                                          |  |  |                |                |                          |                          |                |                |
|                                                 |                                                 |                                                     |                                                     |                                          |                                          |  |  |                |                |                          |                          |                |                |

|  |  | Wilhelm ur. przed 1393 lub 1394 zm. 7 IX 1436 OO w okr. 1426–1427 | Wilhelm ur. przed 1393 lub 1394 zm. 7 IX 1436 OO w okr. 1426–1427 | Zofia (ur. przed 1415, zm. po 17 III 1453)                  | Zofia (ur. przed 1415, zm. po 17 III 1453) |  |  |  |  |
|  |  |                                                                   |                                                                   |                                                             |                                            |  |  |  |  |
|  |  |                                                                   |                                                                   |                                                             |                                            |  |  |  |  |
|  |  |                                                                   |                                                                   |                                                             |                                            |  |  |  |  |
|  |  |                                                                   |                                                                   | Katarzyna ur. po 1426–1427 zm. w okr. 21 VII 1475–13 I 1480 |                                            |  |  |  |  |

### Źródła online
- Cawley Ch, Mecklenburg. Table of contents. Herren zu Werle 1230-1425, Fürsten zu Wenden 1418-1425 (ang.) [w]: Mediewal Lands. A prosopography of medieval European noble and royal families (ang.), [dostęp 2012-01-14].

### Opracowania
- Edward Rymar, Rodowód książąt pomorskich, Szczecin: Książnica Pomorska im. Stanisława Staszica, 2005, ISBN 83-87879-50-9, OCLC 69296056. Brak numerów stron w książce
- Wehrmann M., Genealogie des pommerschen Herzogshauses, Stettin 1937.
- Szymański J.W., Książęcy ród Gryfitów, Goleniów – Kielce 2006, ISBN 83-7273-224-8.